# 응우옌푹미엔전
응우옌푹미엔전(베트남어: Nguyễn Phúc Miên Dần / 阮福綿寅 완복면인, 1829년 4월 18일 ~ 1885년 3월 9일)은 응우옌 왕조의 황족이다. 민망 황제의 45번째 아들로, 생모는 귀인(貴人) 도티떰(杜氏心)이다.

## 생애
민망 10년 음력 3월 15일(1829년 4월 18일), 후에 황성에서 태어났다. 어려서 성격이 교만하고 횡포하여 여러 차례 가법(家法)을 위반하였으므로 민망의 질책을 받았다.
민망 21년(1840년) 음력 4월, 진정군공(베트남어: Trấn Tĩnh Quận Công / 鎮靖郡公)에 봉해졌다.
출부(出府)한 뒤로부터 사방을 돌아다니며 놀았다. 티에우찌 황제는 그 말을 듣고 그가 조회에 나와 추배(趨拜)하는 것을 윤허하지 않았고, 그가 뉘우치고 깨닫기를 기다렸다가 다시 조회에 나오도록 허락하였다.
티에우찌 7년(1847년), 행동거지가 이지러졌으므로 기내후(畿內侯)로 강봉되었다.
뜨득 7년(1854년), 원래의 작위를 회복하였다.
뜨득 28년(1875년), 프랑스의 사절이 뜨득 황제를 알현하였는데, 이때 몸가짐을 바르게 하지 않았으므로 그 벌로 녹봉을 1년 삭감하였다. 그해 추향(秋饗)을 할 때 뜨득이 그로 하여금 대신 제사를 지내게 했는데, 이때 백의(白衣)를 입고 나왔으므로 예부(禮部)에서 이를 적발하였다. 이에 진정향후(鎭靖亭侯)로 강봉되었다.
뜨득 31년(1878년), 뜨득의 오십대수(五十大壽)를 맞아 은혜를 더하여 군공의 작위가 회복되었다.
함응이 원년 음력 1월 23일(1885년 3월 9일), 사망하니 향년 57세였다. 시호를 공량(恭亮)이라고 하였고, 트어티엔부 흐엉투이현 끄찐총(居正總) 즈엉쑤언사(楊春社)에 장사지냈다. 흐엉짜현 푸쑤언총(富春總) 쑤언즈엉사(春陽社)에 사당을 세우고 제사를 지냈다.

## 가족

### 아내
- 장혜숙인(莊惠淑人) 호앙씨(黃氏)
- 부첩(府妾) 쩐티디에우(陳氏條)

### 자녀
아들 15명과 딸 9명을 두었다. 후예들은 우(羽) 자부(字部)를 하사받고 그에 따라 이름을 지었다.

#### 아들
- 넷째 응우옌푹홍한(阮福洪翰) - 장혜숙인 호앙씨 소생이다. 기외후(畿外侯)를 습봉하였고, 병부참지(兵部參知)와 꽝찌순무(廣治巡撫)를 역임하였다.
- 응우옌푹홍쩌우(阮福洪䎇) - 장혜숙인 호앙씨 소생
- 응우옌푹홍피(阮福洪翡) - 장혜숙인 호앙씨 소생

## 참고 문헌
- 《완복족세보(阮福族世譜)》
- 《대남식록》정편(正編) 열전(列傳) 2집(二集) 권7(卷七)